# Bărcănești (Ialomița)
Pour les articles homonymes, voir Bărcănești.
Bărcănești est une commune du județ de Ialomița en Roumanie.